# Aire urbaine de Toulon
L'aire urbaine de Toulon est une aire urbaine française centrée sur les 27 communes de l'unité urbaine de Toulon. Composée de 40 communes, situées dans les Bouches-du-Rhône et le Var, ses 622 895 habitants faisaient d'elle la 13e aire urbaine de France en 2012.

## Composition selon la délimitation de 2010

### Découpage de 2010
Lors du redécoupage des aires urbaines effectué en 2010 par l'INSEE, l'aire urbaine de Toulon a gagné 1 commune. Selon cette délimitation de 2010, l'aire urbaine de Toulon comptait 40 communes, dont les 27 communes de l'unité urbaine de Toulon, son pôle urbain, et, composant sa couronne :
- les 3 communes de l'unité urbaine de Forcalqueiret ;
- les 2 communes de l'unité urbaine de Carnoules ;
- 7 villes isolées ;
- 1 commune non urbaine (Méounes-lès-Montrieux).

| Nom                         | Code Insee | Département      | Superficie (km2) | Population (dernière pop. légale) | Densité (hab./km2) | Modifier                                    |
| --------------------------- | ---------- | ---------------- | ---------------- | --------------------------------- | ------------------ | ------------------------------------------- |
| Toulon (ville-centre)       | 83137      | Var              | 42,84            | 180 834 (2022)                    | 4 221              | modifier les données · modifier les données |
| Bandol                      | 83009      | Var              | 8,59             | 8 263 (2022)                      | 962                | modifier les données · modifier les données |
| Le Beausset                 | 83016      | Var              | 35,95            | 10 098 (2022)                     | 281                | modifier les données · modifier les données |
| Belgentier                  | 83017      | Var              | 13,38            | 2 387 (2022)                      | 178                | modifier les données · modifier les données |
| Besse-sur-Issole            | 83018      | Var              | 37,19            | 3 123 (2022)                      | 84                 | modifier les données · modifier les données |
| La Cadière-d'Azur           | 83027      | Var              | 37,42            | 5 657 (2022)                      | 151                | modifier les données · modifier les données |
| Carnoules                   | 83033      | Var              | 25,49            | 4 120 (2022)                      | 162                | modifier les données · modifier les données |
| Carqueiranne                | 83034      | Var              | 14,48            | 9 412 (2022)                      | 650                | modifier les données · modifier les données |
| Le Castellet                | 83035      | Var              | 44,77            | 5 992 (2022)                      | 134                | modifier les données · modifier les données |
| Ceyreste                    | 13023      | Bouches-du-Rhône | 22,61            | 4 847 (2022)                      | 214                | modifier les données · modifier les données |
| La Ciotat                   | 13028      | Bouches-du-Rhône | 31,46            | 37 599 (2022)                     | 1 195              | modifier les données · modifier les données |
| La Crau                     | 83047      | Var              | 37,87            | 19 416 (2022)                     | 513                | modifier les données · modifier les données |
| Cuers                       | 83049      | Var              | 50,53            | 12 841 (2022)                     | 254                | modifier les données · modifier les données |
| Évenos                      | 83053      | Var              | 41,95            | 2 406 (2022)                      | 57                 | modifier les données · modifier les données |
| La Farlède                  | 83054      | Var              | 8,31             | 9 745 (2022)                      | 1 173              | modifier les données · modifier les données |
| Forcalqueiret               | 83059      | Var              | 10,33            | 3 353 (2022)                      | 325                | modifier les données · modifier les données |
| La Garde                    | 83062      | Var              | 15,54            | 26 316 (2022)                     | 1 693              | modifier les données · modifier les données |
| Garéoult                    | 83064      | Var              | 15,75            | 5 579 (2022)                      | 354                | modifier les données · modifier les données |
| Hyères                      | 83069      | Var              | 132,38           | 55 384 (2022)                     | 418                | modifier les données · modifier les données |
| La Londe-les-Maures         | 83071      | Var              | 79,29            | 11 010 (2022)                     | 139                | modifier les données · modifier les données |
| Méounes-lès-Montrieux       | 83077      | Var              | 40,92            | 2 260 (2022)                      | 55                 | modifier les données · modifier les données |
| Néoules                     | 83088      | Var              | 25,08            | 2 956 (2022)                      | 118                | modifier les données · modifier les données |
| Ollioules                   | 83090      | Var              | 19,89            | 14 320 (2022)                     | 720                | modifier les données · modifier les données |
| Pierrefeu-du-Var            | 83091      | Var              | 58,36            | 6 084 (2022)                      | 104                | modifier les données · modifier les données |
| Pignans                     | 83092      | Var              | 34,87            | 4 767 (2022)                      | 137                | modifier les données · modifier les données |
| Le Pradet                   | 83098      | Var              | 9,97             | 10 582 (2022)                     | 1 061              | modifier les données · modifier les données |
| Puget-Ville                 | 83100      | Var              | 36,83            | 4 568 (2022)                      | 124                | modifier les données · modifier les données |
| Le Revest-les-Eaux          | 83103      | Var              | 24,07            | 4 046 (2022)                      | 168                | modifier les données · modifier les données |
| Rocbaron                    | 83106      | Var              | 20,28            | 5 489 (2022)                      | 271                | modifier les données · modifier les données |
| La Roquebrussanne           | 83108      | Var              | 37,05            | 2 199 (2022)                      | 59                 | modifier les données · modifier les données |
| Saint-Cyr-sur-Mer           | 83112      | Var              | 21,15            | 11 668 (2022)                     | 552                | modifier les données · modifier les données |
| Sainte-Anastasie-sur-Issole | 83111      | Var              | 10,71            | 2 138 (2022)                      | 200                | modifier les données · modifier les données |
| Saint-Mandrier-sur-Mer      | 83153      | Var              | 5,12             | 6 064 (2022)                      | 1 184              | modifier les données · modifier les données |
| Sanary-sur-Mer              | 83123      | Var              | 19,23            | 17 938 (2022)                     | 933                | modifier les données · modifier les données |
| La Seyne-sur-Mer            | 83126      | Var              | 22,17            | 62 905 (2022)                     | 2 837              | modifier les données · modifier les données |
| Six-Fours-les-Plages        | 83129      | Var              | 26,58            | 36 843 (2022)                     | 1 386              | modifier les données · modifier les données |
| Solliès-Pont                | 83130      | Var              | 17,73            | 12 210 (2022)                     | 689                | modifier les données · modifier les données |
| Solliès-Toucas              | 83131      | Var              | 30,09            | 6 087 (2022)                      | 202                | modifier les données · modifier les données |
| Solliès-Ville               | 83132      | Var              | 14,10            | 2 532 (2022)                      | 180                | modifier les données · modifier les données |
| La Valette-du-Var           | 83144      | Var              | 15,50            | 23 660 (2022)                     | 1 526              | modifier les données · modifier les données |

## Composition et statistiques selon le découpage de 1999
Voici la liste des communes françaises de l'aire urbaine de Toulon. Le tableau suivant détaille la répartition de l'aire urbaine sur les départements (les pourcentages s'entendent en proportion du département) :
| Département      | Communes | Communes (%) | Superficie (km²) | Superficie (%) | Population (2008) | Population (%) |
| ---------------- | -------- | ------------ | ---------------- | -------------- | ----------------- | -------------- |
| Bouches-du-Rhône | 2        | 1,7          | 54,07            | 1,1            | 38 401            | 1,9            |
| Var              | 37       | 24,2         | 1 104,52         | 18,5           | 566 965           | 58,9           |

| Code INSEE | Commune                     | Type                  | Département      | Superficie (km²) | Population (2008) | Densité (hab./km²) |
| ---------- | --------------------------- | --------------------- | ---------------- | ---------------- | ----------------- | ------------------ |
| 13023      | Ceyreste                    | Pôle urbain           | Bouches-du-Rhône | +0022,61         | +0 0004 130,      | +00160,81          |
| 13028      | La Ciotat                   | Pôle urbain           | Bouches-du-Rhône | +0031,46         | +00034 271,       | +01 005,4          |
| 83009      | Bandol                      | Pôle urbain           | Var              | +0008,58         | +0 0008 769,      | +00921,33          |
| 83016      | Le Beausset                 | Pôle urbain           | Var              | +0036,           | +0 0008 972,      | +00214,53          |
| 83017      | Belgentier                  | Pôle urbain           | Var              | +0013,38         | +0 0002 398,      | +00128,85          |
| 83027      | La Cadière-d'Azur           | Pôle urbain           | Var              | +0037,42         | +0 0005 264,      | +00113,28          |
| 83033      | Carnoules                   | Commune monopolarisée | Var              | +0025,49         | +0 0003 182,      | +00101,77          |
| 83034      | Carqueiranne                | Pôle urbain           | Var              | +0014,48         | +0 0009 779,      | +00582,6           |
| 83035      | Le Castellet                | Pôle urbain           | Var              | +0044,77         | +0 0004 255,      | +00084,86          |
| 83047      | La Crau                     | Pôle urbain           | Var              | +0037,87         | +00016 356,       | +00383,13          |
| 83049      | Cuers                       | Commune monopolarisée | Var              | +0050,53         | +0 0009 933,      | +00161,77          |
| 83053      | Évenos                      | Pôle urbain           | Var              | +0041,95         | +0 0002 160,      | +00045,41          |
| 83054      | La Farlède                  | Pôle urbain           | Var              | +0008,31         | +0 0007 993,      | +00827,56          |
| 83059      | Forcalqueiret               | Commune monopolarisée | Var              | +0010,33         | +0 0002 170,      | +00161,18          |
| 83062      | La Garde                    | Pôle urbain           | Var              | +0015,54         | +00026 203,       | +01 629,92         |
| 83064      | Garéoult                    | Commune monopolarisée | Var              | +0015,75         | +0 0005 592,      | +00309,97          |
| 83069      | Hyères                      | Pôle urbain           | Var              | +0132,28         | +00055 135,       | +00388,7           |
| 83071      | La Londe-les-Maures         | Commune monopolarisée | Var              | +0079,29         | +00010 028,       | +00110,34          |
| 83077      | Méounes-lès-Montrieux       | Commune monopolarisée | Var              | +0040,92         | +0 0001 910,      | +00030,45          |
| 83088      | Néoules                     | Commune monopolarisée | Var              | +0025,08         | +0 0002 438,      | +00064,47          |
| 83090      | Ollioules                   | Pôle urbain           | Var              | +0019,89         | +00012 995,       | +00613,27          |
| 83091      | Pierrefeu-du-Var            | Commune monopolarisée | Var              | +0058,36         | +0 0005 163,      | +00074,5           |
| 83092      | Pignans                     | Commune monopolarisée | Var              | +0034,87         | +0 0003 205,      | +00074,51          |
| 83098      | Le Pradet                   | Pôle urbain           | Var              | +0009,97         | +00011 214,       | +01 100,8          |
| 83100      | Puget-Ville                 | Commune monopolarisée | Var              | +0036,83         | +0 0003 616,      | +00083,63          |
| 83103      | Le Revest-les-Eaux          | Pôle urbain           | Var              | +0024,07         | +0 0003 696,      | +00142,96          |
| 83106      | Rocbaron                    | Commune monopolarisée | Var              | +0020,28         | +0 0003 452,      | +00149,21          |
| 83108      | La Roquebrussanne           | Commune monopolarisée | Var              | +0037,05         | +0 0002 236,      | +00045,13          |
| 83111      | Sainte-Anastasie-sur-Issole | Commune monopolarisée | Var              | +0010,71         | +0 0001 844,      | +00143,04          |
| 83112      | Saint-Cyr-sur-Mer           | Pôle urbain           | Var              | +0021,15         | +00011 830,       | +00420,71          |
| 83123      | Sanary-sur-Mer              | Pôle urbain           | Var              | +0019,24         | +00017 068,       | +00883,32          |
| 83126      | La Seyne-sur-Mer            | Pôle urbain           | Var              | +0022,17         | +00059 999,       | +02 714,84         |
| 83129      | Six-Fours-les-Plages        | Pôle urbain           | Var              | +0026,58         | +00034 803,       | +01 231,83         |
| 83130      | Solliès-Pont                | Pôle urbain           | Var              | +0017,73         | +00010 963,       | +00610,27          |
| 83131      | Solliès-Toucas              | Pôle urbain           | Var              | +0030,09         | +0 0005 059,      | +00146,13          |
| 83132      | Solliès-Ville               | Pôle urbain           | Var              | +0014,1          | +0 0002 447,      | +00159,36          |
| 83137      | Toulon                      | Pôle urbain           | Var              | +0042,84         | +00166 733,       | +03 749,74         |
| 83144      | La Valette-du-Var           | Pôle urbain           | Var              | +0015,5          | +00022 067,       | +01 402,52         |
| 83153      | Saint-Mandrier-sur-Mer      | Pôle urbain           | Var              | +0005,12         | +0 0006 038,      | +01 021,88         |
|            | Total                       |                       |                  | +1 158,59        | +00605 366,       | +00522,            |